# Siluridae

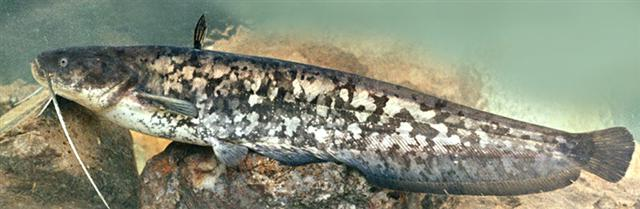
Silurus glanis

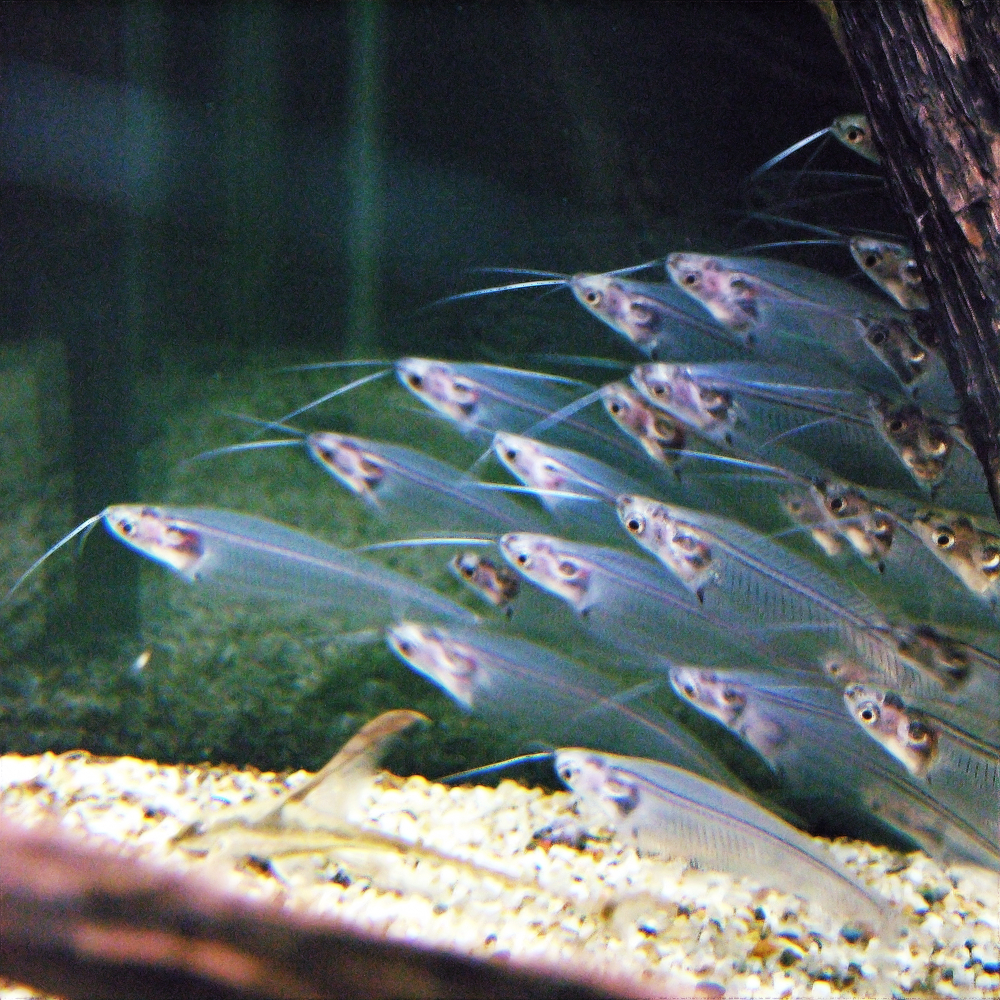
Kryptopterus bicirrhis

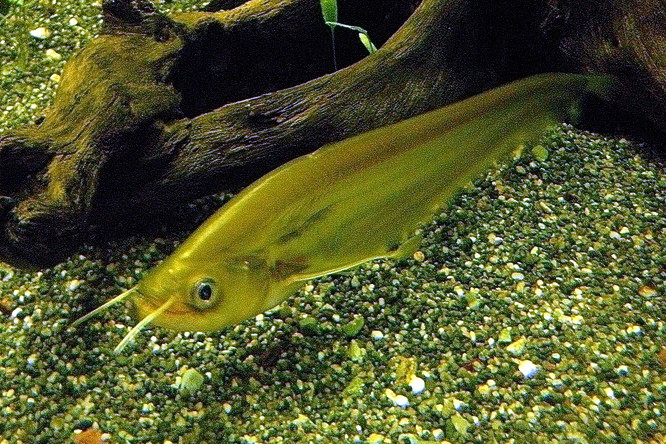
Belodontichthys dinema

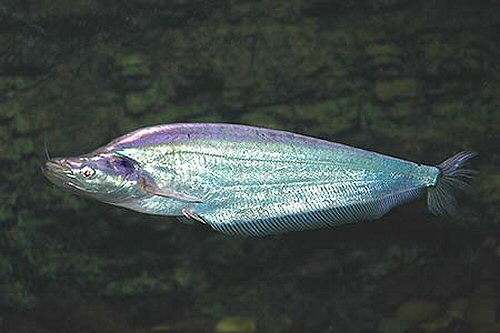
Phalacronotus apogon

I Siluridae sono una famiglia di pesci ossei d'acqua dolce dell'ordine Siluriformes.

## Distribuzione e habitat
Sono diffusi in Asia e in Europa orientale. Le specie europee sono due: Silurus glanis, introdotto anche in Italia, e Silurus aristotelis.

## Descrizione
Questi pesci si distinguono dagli altri Siluriformes per avere la pinna dorsale molto breve, al massimo di 7 raggi e talvolta assente. Non ci sono raggi spinosi o rigidi nella dorsale, manca anche la pinna adiposa. Le pinne ventrali sono piccole o mancano del tutto. La pinna anale è invece molto lunga. C'è un paio di barbigli mascellari allungati e due paia sulla mascella inferiore, mentre manca il barbiglio nasale.
Silurus glanis raggiunge eccezionalmente la lunghezza di 5 metri per 330 kg di peso.

## Acquariofilia
Le specie del genere Kryptopterus sono spesso allevate negli acquari domestici.

## Specie
- Genere Belodontichthys
  - Belodontichthys dinema
  - Belodontichthys truncatus
- Genere Ceratoglanis
  - Ceratoglanis pachynema
  - Ceratoglanis scleronema
- Genere Hemisilurus
  - Hemisilurus heterorhynchus
  - Hemisilurus mekongensis
  - Hemisilurus moolenburghi
- Genere Kryptoglanis
  - Kryptoglanis shajii
- Genere Kryptopterus
  - Kryptopterus baramensis
  - Kryptopterus bicirrhis
  - Kryptopterus cheveyi
  - Kryptopterus cryptopterus
  - Kryptopterus dissitus
  - Kryptopterus geminus
  - Kryptopterus hesperius
  - Kryptopterus lais
  - Kryptopterus limpok
  - Kryptopterus lumholtzi
  - Kryptopterus macrocephalus
  - Kryptopterus minor
  - Kryptopterus mononema
  - Kryptopterus palembangensis
  - Kryptopterus paraschilbeides
  - Kryptopterus piperatus
  - Kryptopterus sabanus
  - Kryptopterus schilbeides
  - Kryptopterus vitreolus
- Genere Micronema
  - Micronema hexapterus
  - Micronema moorei
  - Micronema platypogon
- Genere Ompok
  - Ompok bimaculatus
  - Ompok binotatus
  - Ompok borneensis
  - Ompok brevirictus
  - Ompok canio
  - Ompok ceylonensis
  - Ompok eugeneiatus
  - Ompok fumidus
  - Ompok goae
  - Ompok hypophthalmus
  - Ompok javanensis
  - Ompok jaynei
  - Ompok karunkodu
  - Ompok leiacanthus
  - Ompok malabaricus
  - Ompok miostoma
  - Ompok pabda
  - Ompok pabo
  - Ompok pinnatus
  - Ompok platyrhynchus
  - Ompok pluriradiatus
  - Ompok rhadinurus
  - Ompok siluroides
  - Ompok sindensis
  - Ompok supernus
  - Ompok urbaini
  - Ompok weberi
- Genere Phalacronotus
  - Phalacronotus apogon
  - Phalacronotus bleekeri
  - Phalacronotus micronemus
  - Phalacronotus parvanalis
- Genere Pinniwallago
  - Pinniwallago kanpurensis
- Genere Pterocryptis
  - Pterocryptis anomala
  - Pterocryptis barakensis
  - Pterocryptis berdmorei
  - Pterocryptis bokorensis
  - Pterocryptis buccata
  - Pterocryptis burmanensis
  - Pterocryptis cochinchinensis
  - Pterocryptis crenula
  - Pterocryptis cucphuongensis
  - Pterocryptis furnessi
  - Pterocryptis gangelica
  - Pterocryptis indicus
  - Pterocryptis inusitata
  - Pterocryptis taytayensis
  - Pterocryptis torrentis
  - Pterocryptis verecunda
  - Pterocryptis wynaadensis
- Genere Silurichthys
  - Silurichthys citatus
  - Silurichthys gibbiceps
  - Silurichthys hasseltii
  - Silurichthys indragiriensis
  - Silurichthys ligneolus
  - Silurichthys marmoratus
  - Silurichthys phaiosoma
  - Silurichthys sanguineus
  - Silurichthys schneideri
- Genere Silurus
  - Silurus aristotelis
  - Silurus asotus
  - Silurus biwaensis
  - Silurus chantrei
  - Silurus duanensis
  - Silurus glanis
  - Silurus grahami
  - Silurus lanzhouensis
  - Silurus lithophilus
  - Silurus mento
  - Silurus meridionalis
  - Silurus microdorsalis
  - Silurus soldatovi
  - Silurus triostegus
- Genere Wallago
  - Wallago attu
  - Wallago hexanema
  - Wallago leerii
  - Wallago maculatus
  - Wallago micropogon[2]